# Lijst van voetbalinterlands Mozambique - Somalië
Deze lijst van voetbalinterlands is een overzicht van alle officiële voetbalwedstrijden tussen de nationale teams van Mozambique en Somalië. De Afrikaanse landen hebben tot op heden een keer tegen elkaar gespeeld. Dat was een kwalificatiewedstrijd voor het Wereldkampioenschap voetbal 2026 op 7 juni 2024 in Maputo.

## Wedstrijden
| № | Plaats | Datum        | Competitie           | Wedstrijd            | Uitslag |
| - | ------ | ------------ | -------------------- | -------------------- | ------- |
| 1 | Maputo | 7 juni 2024  | WK 2026 kwalificatie | Mozambique − Somalië | 2 − 1   |
| 2 | n.n.b. | oktober 2025 | WK 2026 kwalificatie | Somalië − Mozambique | −       |

## Samenvatting
| Competitie      | Totaal gespeeld | Winst Mozambique | Gelijk | Winst Somalië | Doelsaldo Mozambique – Somalië |
| --------------- | --------------- | ---------------- | ------ | ------------- | ------------------------------ |
| WK-kwalificatie | 1               | 1                | 0      | 0             | 2 − 1                          |
| Totaal          | 1               | 1                | 0      | 0             | 2 − 1                          |

FMF · 
A-internationals · 
Mozambikaans vrouwenelftal
1970 – 1979 · 
1980 – 1989 · 
1990 – 1999 · 
2000 – 2009 · 
2010 – 2019 ·
2020 − 2029
Afrika Cup 1986 · 
Afrika Cup 1996 · 
Afrika Cup 1998 · 
Afrika Cup 2010
Algerije ·
Angola ·
Benin ·
Botswana ·
Burkina Faso ·
Centraal-Afrikaanse Republiek ·
Comoren ·
Congo-Brazzaville ·
Congo-Kinshasa ·
Egypte ·
Eritrea ·
Ethiopië ·
Gabon ·
Ghana ·
Guinee ·
Guinee-Bissau ·
Ivoorkust ·
Kaapverdië ·
Kameroen ·
Kenia ·
Lesotho ·
Libië ·
Madagaskar ·
Malawi ·
Mali ·
Marokko ·
Mauritanië ·
Mauritius ·
Namibië ·
Niger ·
Nigeria ·
Oeganda ·
Oman ·
Portugal ·
Rwanda ·
Senegal ·
Seychellen ·
Soedan ·
Somalië ·
Swaziland ·
Tanzania ·
Togo ·
Tunesië ·
Vietnam ·
Zambia ·
Zimbabwe ·
Zuid-Afrika ·
Zuid-Soedan
SFF · A-internationals
1970-1979 ·
1980-1989 ·
1990-1999 ·
2000-2009 ·
2010-2019 ·
2020-2029
1972 ·
1973 · 
1974 · 
1975 · 
1976 · 
1977 · 
1978 · 
1979 ·
1980 · 
1981 ·
1982 · 
1983 · 
1984 · 
1985 · 
1986 · 
1987 ·
1988 ·
1989 ·
1990 ·
1991 ·
1992 ·
1993 ·
1994 · 
1995 · 
1996 ·
1997 ·
1998 ·
1999 · 
2000 · 
2001 · 
2002 · 
2003 · 
2004 · 
2005 · 
2006 · 
2007 · 
2008 · 
2009 · 
2010 · 
2011 · 
2012 ·
2013 ·
2014 ·
2015 ·
2016 ·
2017 ·
2018 ·
2019 ·
2020 ·
2021 ·
2022 ·
2023
Algerije ·
Botswana ·
Burundi ·
China ·
Djibouti ·
Egypte ·
Eritrea ·
Ethiopië ·
Ghana ·
Guinee ·
Kameroen ·
Kenia ·
Libanon ·
Malawi ·
Marokko ·
Mauritanië ·
Mozambique ·
Niger ·
Oeganda ·
Oman ·
Rwanda ·
Sierra Leone ·
Soedan ·
Swaziland ·
Tanzania ·
Tunesië ·
Zambia ·
Zimbabwe ·
Zuid-Soedan